# Museu de la Pau d'Imphal
El Museu de la Pau d'Imphal (idioma manipuri: Imphal Aying-Achik Pukei Lankei Shanglen, japonès: インパール平和資料館) és un museu de la Segona Guerra Mundial situat al peu dels Turons Vermells a Manipur. És un record viu de la batalla d'Imphal (en el marc de la guerra anglojaponesa) i d'altres batalles de la Segona Guerra Mundial dutes a terme a Manipur. Disposa del suport de la Fundació Nippon, sense ànim de lucre, que col·labora amb el Fòrum de Turisme de Manipur i el Govern de Manipur. Cal denotar que en una enquesta feta pel Museu del Museu de l'Exèrcit Britànic la batalla d'Imphal i la batalla de Kohima van ser considerades les més grans de Gran Bretanya.
Va rebre el premi al millor disseny de l'Índia l'any 2019. Una de les seves principals atraccions és l'exposició de la cal·ligrafia japonesa del mot «平和», transliterat heiwa (en català, pau), de Shinzo Abe, el primer ministre del Japó entre el 2007 i el 2017, quan va morir.

## Història
El museu va ser fundat el 2019, en el 75è aniversari de la batalla d'Imphal. Antics adversaris britànics i japonesos es van presentar a l'acte inaugural del museu. Van ser-hi Dominic Asquith, l'alt comissionat britànic a l'Índia, i Kenji Hiramatsu, ambaixador japonès a l'Índia.
Els dissenys d'interiors i exposicions del Museu de la Pau d'Imphal són una de les millors obres realitzades pel dissenyador internacionalment aclamat Suresh Huidrom. El 2019, li va ser atorgat a l'entitat en qüestió el premi al millor disseny de l'Índia per la creativitat i el disseny interior innovador. El 2021, el museu va representar l'Índia als Muse Design Awards, celebrats a Nova York. En aquell acte, el museu va guanyar la plata en l'àmbit d'interiorisme i arquitectura. El mateix any, el museu va ser nomenat finalista dels Society of British Interior Design and International Award en la categoria de Millor Disseny d'Interiors. També va obtenir mencions honorífiques en tres certàmens del mateix tema.

## Exhibicions
El Museu de la Pau d'Imphal té tres seccions.

### Primera secció
La primera secció mostra una cronologia de la batalla d'Imphal, a més dels noms de les víctimes de la guerra. També hi apareixen els noms dels manipurins que es va unir a l'Exèrcit Nacional Indi. Entre els objectes de guerra inclosos hi ha obusos d'artilleria recollits per la població local. Per a acabar-ho d'adobar, a la primera secció s'hi troben fotografies d'anotacions personals i l'uniforme d'un soldat japonès de l'època.

### Segona secció
A la segona secció s'exposen els escenaris posteriors a la Segona Guerra Mundial a Manipur. S'hi ressalten l'impacte de la guerra i el procés de recuperació que va comportar. També hi ha una mostra dels primers televisors, fotografies i càmeres locals.

### Tercera secció
A la tercera secció s'exhibeixen l'art i la cultura de Manipur en forma de fotografies, materials audiovisuals i maquetes fixes.

## Premis i nominacions
| Premis                                                          | Categoria | Resultats         |
| --------------------------------------------------------------- | --- | ----------------- |
| Premi al millor disseny de l'Índia 2019                         | Creativitat i disseny d'interiors innovador                                                                           | Guanyador         |
| Muse Design Awards 2021, Nova York                              | Interiorisme, Pavellons i Exposicions                                                                                 | Guanyador         |
| Society of British Interior Design and International Award 2021 | Millor disseny d'interiors d'espai públic                                                                             | Nominat           |
| Premi de disseny d'interiors de Singapur 2021                   | Millor en disseny d'exposicions - Parmanent                                                                           | Menció Honorífica |
| Premi Global d'Arquitectes i Constructors 2021                  | style="background: #98FB98; color: black; text-align: center; vertical-align: middle;" class="table-yes2"\| Guanyador | Guanyador         |